# ریشن
ریشن (به لاتین: Rrëshen) یک شهر در آلبانی است که در ناحیه میردیته واقع شده‌است.